# Drosophila monochaeta
Drosophila monochaeta är en tvåvingeart som beskrevs av Alfred Sturtevant 1927. Drosophila monochaeta ingår i släktet Drosophila och familjen daggflugor.
Artens utbredningsområde är Filippinerna.